# Bürg (Winnenden)
Bürg ist ein Ortsteil der Stadt Winnenden im Rems-Murr-Kreis in Baden-Württemberg.

## Lage und Verkehrsanbindung
Bürg liegt östlich der Kernstadt Winnenden an der Kreisstraße K 1914. 

## Sehenswürdigkeiten
In der Liste der Kulturdenkmale in Winnenden sind für Bürg zwei Kulturdenkmale aufgeführt:
- der sogenannte Bürgerturm (Neuffenstraße 20)
- Burg Altwinnenden, auch Burg Bürg genannt – die Ruine einer Spornburg
- Panoramaweg für Rollstuhlfahrer in Winnenden-Bürg[1]

Bilder von Bürg
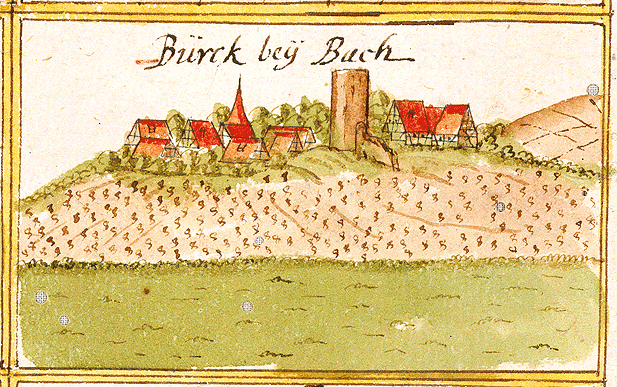
Ansicht von Bürg (Bürck bey Bach) Andreas Kieser aus dem 17. Jahrhundert
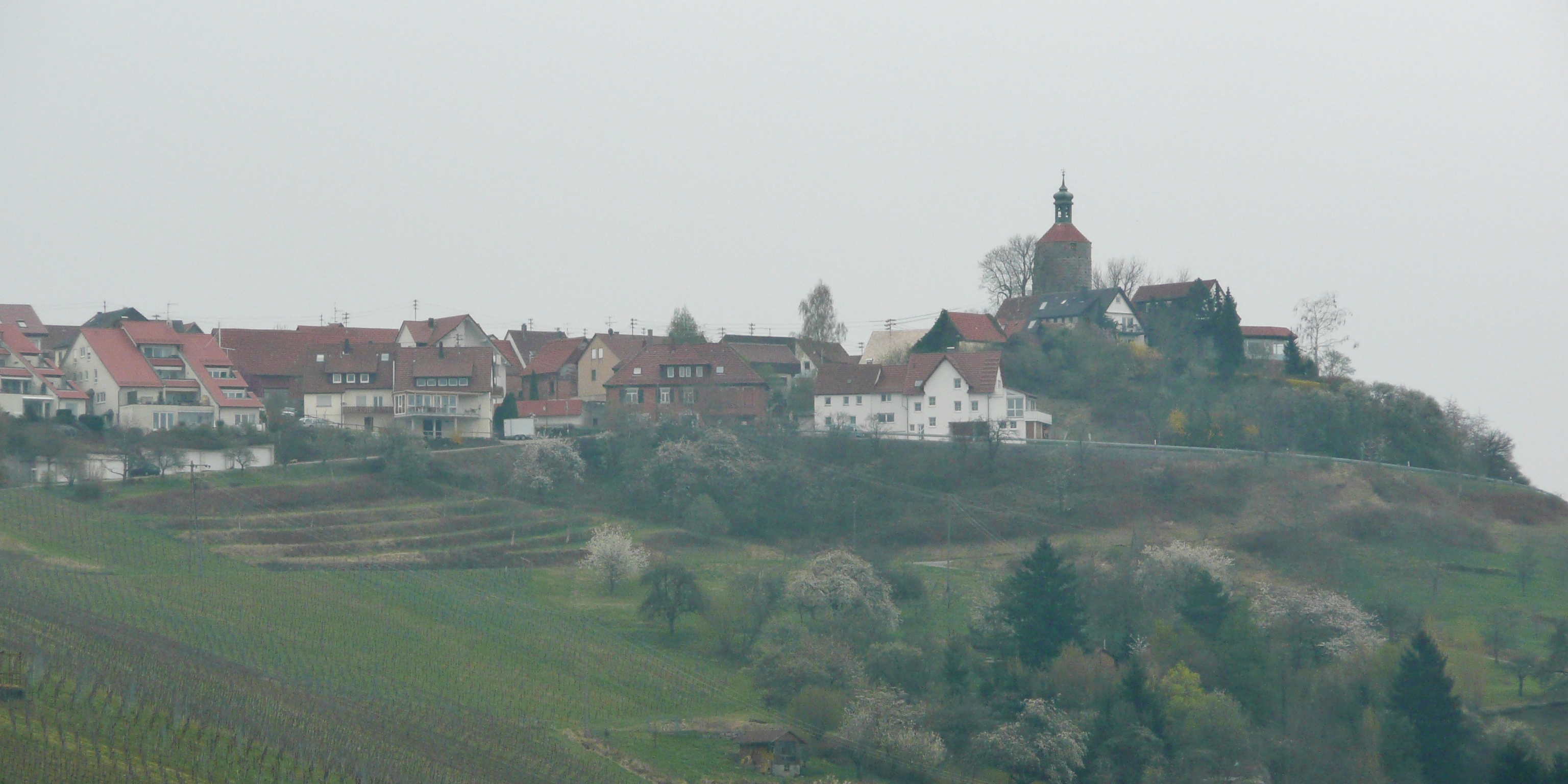
Blick zur Burg